# Санта-Мария-деи-Серви (Сиена)
Базилика Санта-Мария-деи-Серви (итал. La basilica di Santa Maria dei Servi) — римско-католическая базилика в городе Сиена, Тоскана, Италия. Полное название — Сан-Клементе-ин-Санта-Мария-деи-Серви (итал. San Clemente in Santa Maria dei Servi). Основана в XIII веке как церковь Общины сервитов (Ордена служителей Пресвятой Девы Марии). Знаменита произведениями искусства.

## История
Сервиты прибыли в Сиену вскоре после основания их первого монастыря в Монте-Сенарио в 1234 году. Благодаря приглашению муниципалитета построить свою церковь внутри городских стен, монастырь в 1263 году переехал на нынешнее место, где тогда находилась приходская церковь Сан-Клементе (Святого Климента Римского), и уже в 1298 году он стал одним из крупнейших монастырей Сиены. Тот факт, что новый монастырь включил в себя уже существующую церковь Сан-Клементе, объясняет происхождение двойного посвящения.
Строительные работы шли медленно и продолжались почти три столетия. К середине XV века были завершены трансепт и капеллы апсиды в готическом стиле. Между 1471 и 1528 годами был построен главный неф. Освящение церкви состоялось 18 мая 1533 года, хотя работы ещё не были завершены. Внутренниe работы были закончены только в 1537 году.
В эпоху барокко были добавлены боковые алтари. В 1750 году была пристроена входная лестница. Трансепт и другие части были позднее перестроены. Колокольня возведена в XIV—XV веках в романском стиле. Позднее, в 1926 году, она была радикально восстановлена, когда к вершине колокольни были добавлены центральный и угловой выступы. Здание церкви стоит на вершине парадной лестницы, с видом на Сиенский собор и Палаццо Пубблико.

## Архитектура
Церковь построена с планом в виде латинского креста в романском стиле с простым кирпичным фасадом, с одним дверным проемом и круглым окном-розой (на стене можно различить признаки другого). Примыкающая к базилике кампанила (колокольня) относится к XIV—XV векам, она оформлена четырьмя рядами окон. Храм имеет три нефа с пятью пролётами, выступающим трансептом с концевыми капеллами и пятью капеллами апсиды.
Архитектура интерьера, прежде всего главного нефа, контрастирующего с лаконичным фасадом, создана в 1471—1528 годах Вентурой Турапилли по проекту Бальдассаре Перуцци в стиле флорентийского Возрождения. Белая штукатурка эффектно контрастирует во флорентийском вкусе с серым камнем «пьетра-серена». Колонны ионического ордера поддерживают полуциркульные арки с расписными кессонами. В стенах боковых нефов имеются ниши, перекрытые цилиндрическими сводами с расписными кессонами, внутри которых размещены барочные алтари. Исключением является первая капелла справа, которая встроена в колокольню и поэтому конструктивно отличается от остальных.

## Галерея
- Панорама
- Кампанила, трансепт и апсида церкви
- Интерьер
- Апсида
- Главный алтарь. Б. Фунгаи. Коронование Девы Марии. 1501
- Витражи апсиды

## Произведения искусства
В церкви находятся многие произведения искусства. Алтарная картина «Коронование Девы Марии» работы Бернардино Фунгаи относится к периоду между 1498 и 1501 годами. Позднее части алтаря были разобщены. Центральная часть осталась в церкви. Четыре панели пределлы, изображающие жизнь Святого Климента, были проданы по отдельности и временно воссоединены для выставки в Метрополитен-музее в Нью-Йорке в 1988 году. Повествовательные сцены четырёх панелей написаны темперой на дереве.
Панель «Обращение Святого Климента», находится в Музее изобразительного искусства Страсбурга. «Воссоединение Святого Климента с семьёй», также находится в музее Страсбурга. «Святой Климент, ударяющий по скале», находится в Городской художественной галерее Йорка, Англия. Третья панель продолжает повествование о жизни Святого Климента после того, как он стал преемником Святого Петра на посту епископа Рима. «Мученичество Святого Климента», также находится в Городской художественной галерее Йорка. Центральная панель пределлы, изображающая Мёртвого Христа, поддерживаемого двумя ангелами, вновь появилась на распродаже работ из коллекции Фердинанда и Имельды Маркос в 1991 году на аукционе Christie's в Нью-Йорке. Впоследствии картина была приобретена Городской художественной галереей в Йорке.
«Мадонна дель Марковальдо» (называемая Мадонной дель Бордоне) работы живописца Коппо ди Марковальдо, подписанная и датированная 1261 годом, частично переписана учеником Дуччо.

## Б. Фунгаи. Панели пределлы алтаря
- Обращение Святого Климента
- Воссоединение Святого Климента с семьёй
- Святой Климент, ударяющий по скале
- Мученичество Святого Климента